# Dombia
Dombia is een gemeente (commune) in de regio Kayes in Mali. De gemeente telt 7600 inwoners (2009).
De gemeente bestaat uit de volgende plaatsen:
- Bouréa
- Dombia
- Foutouba
- Kouka
- Takoutala